# Hans-Jürgen Stumpf
Hans-Jürgen Stumpf (* 18. Juli 1918 in Berlin; † 27. März 1980 in Hamburg) war ein deutscher Schauspieler.
Nachdem er kurz zuvor im Besenbinderhof in Hamburg die Rolle des Winnetou gespielt hatte, wurde er 1952 für dieselbe Rolle bei den ersten Karl-May-Spielen in Bad Segeberg verpflichtet. Am 16. August 1952 feierte er Premiere. Bis zum Ende der Spielzeit sahen ihn 98.400 Besucher auf der Bühne. Aus dieser Zeit stammt eine im Ustad-Verlag herausgegebene Ansichtskarte.
Gemeinsam mit Robert Ludwig, Hans Joachim Kilburger und Verena Schley präsentierte er das Stück am 3. September 1952 im Fernsehen des NWDR in Hamburg.